# شكرية أتاف
شكرية أتاف ( 4 أغسطس 1917- 8 أكتوبر 2000 ) ممثلة مسرحية و سينمائية تركية.

## حياتها
ولدت شكرية في 24 أغسطس 1917 في إسطنبول لأبوين من عائلة مهاجرة قوقازية. وفي نفس العام، سافرت مع عائلتها إلى شبه جزيرة القرم، حيث تلقت تعليمها الابتدائي والثانوي. خلال فترة دراستها شاركت في حفلات الباليه. بعد وفاة والدها، عادت إلى تركيا في عام 1930، وواجهت في البداية صعوبات بسبب قدرتها على التحدث بلغة تتار القرم فقط.
أثناء التحاقها بمدرسة جمهوريت الثانوية، شاركت في دراسات الفولكلور مع المراكز المجتمعية. في عام 1932، أدى نجاحها في عروض الرقص الشعبي إلى اكتشافها في إمينونو هالك إيفي، حيث ظهرت على مسرح الهواة مع مسرحية فاروق نافذ كامليبل "أوزيورت".
بدعوة من محسن أرطغرل، انضمت إلى مسرح مدينة إسطنبول عام 1942 بمسرحية "حكاية الشتاء" لشكسبير وعملت هناك حتى اعتزالها.

## وفاتها
توفيت شكرية في مدينة أنطاليا في 8 أكتوبر عام 2000 في مستشفى الدولة بأنطاليا عن عمر يناهز الثالثة والثامنون من عمرها بسبب مرض القلب. دفُنت في مقبرة كاش كالكان.

## جوائز
أمينة، جائزة أفضل شخصية نسائية، مهرجان أفلام البرتقال الذهبي بأنطاليا عام 1972

## أعمالها الفنية

### مسرحيات
- الطفل الزوج
- بير جينت
- الحمامة البيضاء
- مظهر من الكوبري
- منزل برناردا ألبا
- وفاة الملك
- إيرين البريئة
- الطريق إلى الجنة
- النساء
- الثوار
- الأم

### أفلام
- الطفل – 1987
- يا ملكي أنا يا تربتي – 1987
- النساء المنهمكين في المغازلة – 1986
- الأزرق الأزرق – 1985
- أنا وحيد – 1985
- عائشة ملكي – 1984
- التكلفة – 1983
- الخطيئة – 1983
- الضحية – 1983
- رشفة من السعادة – 1982
- الكاذب – 1982
- هناك اعتراضات – 1981
- التوبة – 1981
- أي أمرأة – 1981
- كتاب الخطيئة – 1981
- نازاي – 1979
- الربيع المتألم – 1978
- عش العقرب – 1977
- النار – 1977
- زلزال – 1976
- تبرئة – 1976
- ستحب الناس – 1978
- وفاة الأمهات – 1976
- عشقتك كالمجنون – 1976
- ابن الأب – 1975
- العم – 1975
- موعد – 1975
- اللصوص المحطمون – 1975
- أه أين – 1975
- عزيزي سيزر المجاهد الصغير – 1974
- مصاصة – 1974
- رجل وحيد – 1974
- عوالم منفصلة – 1974
- الهلاك – 1973
- عيد الأمهات – 1973
- كيفية التخلص من الثائر ؟ - 1973
- عبده العربي – 1973
- يونس فاتح القلوب – 1973
- عثمان إبني – 1973
- إكسبرس الأناضول – 1973
- سجين الحب – 1973
- عالم الأمل – 1973
- المصابون بكارثة – 1973
- كٌتب مصيري بالدم – 1973
- عدل سيدنا عمر – 1973
- الطائر المحرر – 1972
- قال حب عيوني – 1972
- العالم الكاذب – 1972
- البكاء – 1972
- لعبة مصيري – 1972
- نقطة تحول الموت – 1972
- فآسيا – 1972
- الحقيقة – 1972
- بلا خطيئة – 1972
- غير مخلص – 1971
- اليائسون – 1971
- أمينة – 1971
- سأعيش كلما توفي – 1965
- الطيور المشاركة – 1965
- مايا الشيطان – 1959
- البابونج – 1956
- نغل غير شرعي – 1950
- الممتنع عنكم \ كرب لانهائي – 1949
- الوحش – 1948
- المتعصبين ( البومة البيضاء ) – 1948
- المسيطرون على أزواجهم – 1947
- الجرح – 1947
- يوماً وحداً في السنة – 1946
- في حفل زفاف نصر الدين هوجا – 1943

## وصلات خارجية
- شكرية أتاف على موقع IMDb (الإنجليزية)
- شكرية أتاف على موقع قاعدة بيانات الفيلم (الإنجليزية)